# ذنابة (طباعة)

من اليسار إلى اليمين: محرف مينغ Ming المذيل مع الذنابات بالأحمر، ومُحرف مينغ المذيل.

الذِّنابة أو الذنَّابة أو المُذَيَِّل أو الخط المُذَيَِّل أو العُصَيّة أو التعريقة (بالإنجليزية: Serif)‏ (نقحرة: سيرف) هي في طباعة المحارف المنضدة أو التحرُّف، خطٌ صغير أو دفقة قلم تُضاف بانتظام إلى نهاية دفقة قلم أكبر في حرف أو رمز ضمن خط مُعين أو عائلة من الخطوط.
|  | محرف غير مذيل            |
|  | محرف مذيل                |
|  | الذنابات (ملونة بالأحمر) |

## طالع أيضًا
- إبراز
- لاذنابية.